# Alfredo Giardina
Alfredo Giardina (siglo XX), fue un árbitro profesional de lucha, conocido por participar de la empresa Titanes en el Ring.

## Biografía
Giardina había sido boxeador poco antes de interesarse por la lucha libre, comenzó su carrera en los años 50 donde formó parte de la troupe de El Hombre Montaña. En los años 60 Martín Karadagián lo contrata como árbitro de Titanes en el Ring. Giardina fue miembro de los árbitros famosos que tenía Titanes en el Ring, junto con Albert Chain, William Boo, Hans el Águila y El Conde Schiaffino.
En 1997 participó del regreso de Titanes en el Ring por Canal 9, Paulina Karadagián y Jorge Rial lo habían convocado junto a los luchadores originales de la troupe de Karadagián.
Fue el padre del reconocido luchador de 100% Lucha, Brian Sánchez "Delivery Boy".